# Teofilo Orgiani
Teofilo Orgiani (Vicenza, 1650 circa – Vicenza, dicembre 1725) è stato un compositore italiano.

## Biografia
Dopo essersi formato musicalmente nella città natale ed aver ricevuto i voti sacerdotali, negli anni ottanta del Seicento fu al servizio di Torrismondo della Torre, conte di Duino, al quale dedicò il suo terzo lavoro operistico, Il Dioclete, rappresentato al Teatro Sant'Angelo di Venezia il 18 gennaio 1687. Il 24 agosto dell'anno successivo diventò mansionario presso la cattedrale di Aquileia, posizione che tenne fino al 4 aprile 1692. Fu eletto maestro di cappella del Duomo di Udine il 14 luglio 1690 e pochi giorni dopo divenne nella stessa città anche insegnante di canto all'Ospedale di Santa Maria della Misericordia. Successivamente compì diversi viaggi, tra i quali si ricordano in particolare quello dei tre mesi iniziali del 1692, condotto per motivi di grande urgenza, e quello dell'agosto 1696, quando fu chiamato al servizio della Corte Imperiale di Vienna. Poiché per molte di queste assenze non ricevette mai permesso formale, nel luglio del 1704 fu severamente criticato dal capitolo per la negligenza con cui si atteneva ai propri doveri chiesastici. Nel 1703 rinunciò al carica di maestro di cappella presso Il Santo di Padova e il 14 dicembre 1711 lasciò Udine per l'ultima volta e tre giorni dopo acquisì la direzione della cappella della cattedrale di Vicenza, posto che mantenne fino alla morte.
In vita fu dedito principalmente alla composizione di opere, delle quali però è andata perduta completamente la musica.

## Composizioni

### Opere
- Eliogabalo (libretto di Aurelio Aureli e Giovanni Battista Pochettoni, 1671, Bologna)
- Il vitio depresso e la virtù coronata (libretto di Aurelio Aureli, 1686, Venezia)
- Il Dioclate (libretto di A. Rossini, 1687, Venezia)
- Le gare dell'Inganno dell'Amore (libretto di P. E. Badi, 1689, Venezia)
- Il tiranno deluso (1691, Vicenza)
- Li amori e incanti d'Armida con Rinaldo (1698, Treviso)
- Li avenimenti di Rinaldo con Armida (1698, Udine)
- La maga trionfante (1700, Este)
- L'honor al cimento (libretto di G. Coltellini, 1703, Venezia)
- La fedeltà nell'amore (1707, Vicenza)
- Armida regina di Damasco (libretto di G. Coltellini, 1711, Verona)
- Euridice (libretto di Domenico Lalli, 1712, Padova)

### Musica sacra
- Admirabilis est nomen tuum per 3 voci e basso continuo
- Exaltate regem regum per 3 voci e organo
- Jesus decus Angelicum per 4 voci e basso continuo
- Te gloriosus Apostolorum Chorus per 3 voci
- Cantate per l'academia fatta … al sig. Lazaro Foscarini luogotenente (1706, Udine; musica perduta)